# Battaglia di Saint-Gervais
La battaglia di Saint-Gervais è stata una battaglia della prima guerra di Vandea combattuta il 15 aprile 1793 a Saint-Gervais.

## La battaglia
Dopo la battaglia di Challans del 13 aprile, il generale Henri de Boulard stava marciando verso l'isola di Noirmoutier a nord-ovest. Ma lungo la strada i repubblicani furono intercettati da 8 000 vandeani al comando di François Charette e Jean-Baptiste Joly a Saint-Gervais.
Le due fazioni si scontrarono ma la superiore artiglieria repubblicana fece la differenza. I vandeani fuggirono in direzione di Challans nella quale però non si fermarono, così i repubblicani che li inseguivano poterono riprendersi la città.
Boulard, a causa delle sue scarse forze, rinunciò poi a prendere Noirmoutier e preferì restare in quella zona spostandosi un po' più a est. Il 29 aprile, prese Beaulieu-sous-la-Roche, ottenuta dopo una scaramuccia con 600 vandeani comandati da Joly.
Dopo queste vittorie, la convenzione nazionale decretò che il generale Boulard ed i suoi uomini "avevano il benemerito della patria".